# 普拉蒙登
普拉蒙登是加拿大艾伯塔省北部拉克拉比什县的一个村庄。 位于858高速公路附近，距离55高速公路北约3千米，海拔555米。

## 人口统计
作为2016年加拿大统计局人口普查指定的一个地方，普拉蒙登的人口为348人，居住在其172个私人住宅中的136个，比2011年人口345个增长了0.9个百分点。土地面积为1.96平方公里 ，2016年人口密度为177.6 /平方公里。
拉克拉比什县2016年市政人口普查数据显示，普拉蒙登的人口为348人，比2013年人口普查的344人增长了1.2％。
作为2011年人口普查的指定地点，普拉蒙登的人口为345人，居住在其147个住房中的135个，比2006年的335人居住的人数增加了3％。土地面积为1.94平方公里， 2011年人口密度为177.8 /平方公里。

## 经济
该地区的主要行业是伐木業和种植业。